# Blindheim (Michelfeld)
Blindheim ist ein Weiler der Gemeinde Michelfeld im baden-württembergischen Landkreis Schwäbisch Hall.

## Geographische Lage
Der Ort liegt etwa dreieinhalb Kilometer westlich von Michelfeld, auf einem Höhenrücken zwischen den Tälern des Flusses Bibers im Osten und der näheren Ohrn im Westen auf etwa 483 m ü. NHN. In seiner Rodungsinsel liegen weiter nördlich die zur selben Gemeinde gehörigen Weiler Witzmannsweiler und Neunkirchen.

## Umgebung
Auf der Hochebene nordöstlich des Ortes entspringt auf etwa 300 Meter Höhe der westwärts laufende, etwa 1,2 km lange Bach durch die Hornklinge. Er ist am Nordrand von Blindheim zu einem etwa 4 Ar großen Feuerwehrteich angestaut und fällt nach Blindheim in einem teils schluchtartigen Waldgebiet zur etwa hundert Meter unter der Ortshöhe fließenden Ohrn hinab. 
Im Nordwesten liegt der Hornwald nahe am Weiler, sonst ist dieser meist von Äckern umgeben.

## Geschichte
Blindheim wurde früher auch als Plinten, Plinthaim oder Plintheim bezeichnet. Die in Michelfeld sitzenden Edlen von Michelfeld, limpurgische Lehnsleute, besaßen Güter in Blindheim. Vor der Mitte des 15. Jahrhunderts starb das Geschlecht aus. Fast sein gesamter Besitz kam durch Schenkungen an das Kloster Comburg. So verschenkte im Jahr 1330 ein Wolfram von Michelfeld unter anderem seine Güter am Ort urkundlich an das Kloster, das 1335 noch Güter anderer Besitzer am Ort kaufte. Noch vor 1500 wurde Comburg in ein Chorherrenstift verwandelt, das 1521 fast seinen gesamten Besitz in Michelfeld und Umgebung an die Reichsstadt Hall verkaufte. In der Mitte des 19. Jahrhunderts gingen die Kinder nach Neunkirchen zur Schule.

## Beschreibung
Der landwirtschaftlich geprägte Weiler hat weniger als ein Dutzend Hausnummern, dazu kommen weitere landwirtschaftliche Gebäude.

## Schutzgebiete, Geologie und Naturraum
Blindheim liegt im Naturpark Schwäbisch-Fränkischer Wald, wie fast das ganze Gemeindegebiet. Knapp 200 Meter nördlich befindet sich ein als Naturdenkmal ausgewiesener aufgelassener Steinbruch. Unter dessen bis acht Meter hoher Abbauwand steht ein kleiner Teich. Hier wurde „Unterer Stubensandstein“ abgebaut, denn der Naturraum Waldenburger Berge, zu dem Blindheim gehört, ist hier flächenhaft von Stubensandstein (Löwenstein-Formation) bedeckt.
Nordwestlich nimmt das 37 ha große Wasserschutzgebiet Blindheim der Biberwasserversorgungsgruppe vor allem das Gebiet des Hornwaldes ein.

## Verkehr
Eine Gemeindestraße verbindet Blindheim mit der 400 m nordöstlich verlaufenden K 2579. Diese mündet 2 km südlich in die B 14. Ein Radweg, der auf einem Teil von ihr läuft, passiert den Ort.

### LUBW
Amtliche Online-Gewässerkarte mit passendem Ausschnitt und den hier benutzten Layern: Blindheim und Umgebung

Allgemeiner Einstieg ohne Voreinstellungen und Layer: Daten- und Kartendienst der Landesanstalt für Umwelt Baden-Württemberg (LUBW) (Hinweise)
1. ↑  Höhe nach dem Höhenlinienbild auf dem Hintergrundlayer Topographische Karte.
2. ↑  Länge nach dem Layer Gewässernetz (AWGN).
3. 1 2  Seefläche nach dem Layer Stehende Gewässer.
4. ↑  Zweckbestimmung des Teichs nach dem Layer Biotop.
5. ↑  Sandsteinbruch nach dem Layer Biotop.
6. ↑  Größe und Name des Wasserschutzgebietes  nach dem Layer Wasserschutzgebiet.

### Andere
1. 1 2  Blindheim im Kapitel zu Michelfeld der Beschreibung des Oberamts Hall von 1847
2. 1 2  Michelfeld – Geschichte und Entwicklung auf der Gemeindewebsite www.michelfeld.de
3. ↑  Wolf-Dieter Sick: Geographische Landesaufnahme: Die naturräumlichen Einheiten auf Blatt 162 Rothenburg o. d. Tauber. Bundesanstalt für Landeskunde, Bad Godesberg 1962. → Online-Karte (PDF; 4,7 MB)
4. ↑  Geologie grob auf: Mapserver des Landesamtes für Geologie, Rohstoffe und Bergbau (LGRB) (Hinweise)